# Julius Rank
Julius Rank (* 24. März 1883 in Neuhausen auf den Fildern; † 20. April 1961 in Stuttgart) war ein württembergischer Handwerker und Landtagsabgeordneter.

## Leben und Werk
Julius Rank war Gipsermeister und Stuckateur in Neuhausen. Er war Vorsitzender des Landesverbands der Gipser- und Stuckateurmeister Württembergs in Stuttgart.

## Politik
Er war von 1924 bis 1928 Mitglied des Landtags des freien Volksstaates Württemberg und Mitglied des Zentrums.